# 赤鯛
赤鯛（学名：Pagrus pagrus）為鯛科赤鯛属的其中一種，分布於大西洋55°N-43°S海域，棲息深度可達250公尺，體長可達91公分，棲息在岩石、礫石、沙底質海域，屬肉食性，以甲殼類、魚類、軟體動物等為食，可做為食用魚、觀賞魚及遊釣魚，有雪卡魚中毒的報導。